# ゲーマガ
『ゲーマガ』は、かつてSBクリエイティブが刊行していた月刊の総合ゲーム雑誌。1984年創刊。2012年5月号にて休刊。通巻498号。
なお創刊時の誌名は『Beep』で、その後『BEEP!メガドライブ』『SEGA SATURN MAGAZINE』『Dreamcast Magazine』『ドリマガ』『ゲーマガ』と改名していったが、共通の雑誌コード、通巻であったため、ここではまとめて取り扱う。

## 歴史

### Beep
ゲーマガのルーツは日本ソフトバンクが1984年12月に創刊した月刊のゲーム総合情報誌『Beep』である。毎月8日発売。ゲーム雑誌では初めてソノシートを付録にした。

#### 概要
Beepは1985年1月号（第1号）から1989年6月号（第56号）まで刊行された。なお1984年7月に創刊準備号を発刊している。編集長は、創刊号から1987年4月号までが豊田素行、1987年5月号から1988年11月号までが麻生健司、1988年12月号から最終号までが川口洋司である。
当時ゲーム雑誌と呼び得る存在としては、『Beep』創刊以前にも『ログイン』（アスキー）や『コンプティーク』（角川書店）などがあったが、パソコン用のゲームの話題が中心であり、ファミリーコンピュータに代表される家庭用ゲーム機の話題は、それらの雑誌では付随的なものに過ぎなかった。そこで『Beep』は創刊当初から家庭用ゲーム機の話題を大きく取り扱うことで、他誌との差別化を図った。
翌1985年に徳間書店が『ファミリーコンピュータMagazine』を創刊したのを皮切りに各社が相次いでファミリーコンピュータ専門誌を創刊する。この当時は、『Beep』でも多数あるゲーム機の一つとしてファミコンを扱っていた。
後に、ファミコンの市場では『ドラゴンクエスト』の大ヒットとその際の攻略情報の記事の氾濫をきっかけに、続編の『ドラゴンクエストII』および『ドラゴンクエストIII』で発売前情報や攻略情報への規制が敷かれ、これ以降、メーカーによる出版社・マスコミに対する情報管理が行われるようになった。当時の日本ソフトバンクはパソコンソフト卸が実質的な本業で、出版社としては独立系の弱小出版社にすぎず、部数の悪い雑誌は3か月以内に成績を改善しないと問答無用で休刊を言い渡されるなど、出版部門は非常に厳しい経営体制だった。そのなかで『Beep』は事業部内でも実売でも、常に休刊の候補に上がるような綱渡りの運営だった。
当時の編集長は「規模の小さい『Beep』では、発行部数の多い大手の雑誌の情報力には対抗できない」と判断し、敢えて他誌が付随的にしか扱わないセガ・マークIIIの紹介に比重を置くことを決断する。この路線転換が奏功し、ようやく一定の発行部数を維持できるようになる。
このような経緯から「『Beep』はセガからの情報提供や取材を優遇されていた」と誤解されることが多い。しかし、当時のセガは業務用の機器販売と施設運営がメインで、家庭用はあくまで「余技」だった。また、社内的にも家庭用ソフトの開発部は中裕司のように高卒の社員が中心であり、鈴木裕や名越稔洋のように大卒が中心だった業務用の開発部署より格下と見られ、元々親会社であったCSK から竹崎忠が出向するまで広報を一元化する部署も無かったことでメディアへの露出が少なかったこともあって、一つの雑誌が自社の家庭用ゲームをプッシュすることなど重要視していなかった。当時『Beep』とセガの間で情報提供や情報規制の駆け引きがあったことを、当時の編集長が後年になって語っている。なお、セガハードに比重を置くようになる以前の『Beep』は「カプコン贔屓」と目されており、後に『ストリートファイターII』の企画を担当するCPM闘幻狂 NIN、『ロックマン』『ブレスオブファイア』シリーズ等のプロデュースを担当するCPM闘幻狂 BAMBOOなど、当時のライター陣の一部はカプコンに入社している。
ゲーム業界の企業訪問や開発者インタビューは、他誌に比べ精力的だった。もっとも、当時は他社からのヘッドハンティング防止の意味もあり、開発者の実名を出さないことが普通だったので、取材対象者はイニシャルやペンネームで紹介される場合がほとんどだった。また、コンピューターゲームソフトとは直接関係がない単発企画も多かった（東京ディズニーランドや『風雲！たけし城』のロケなどもあった）。

#### 誌面について
誌面については雑誌『POPEYE』を参考しており、雑誌の判型がAB判で、本文が縦組みがだったのもそのためだそうである。取り扱う記事のジャンルが幅広かったため、浅く広くカバーする誌面構成を特徴とした。そのためライターのセンス・個性・主張が誌面に出やすく、全般に軽めの評論やエッセイ的にまとめられた記事が多く設けられていた。攻略記事についても、ライター個人のプレイをそのまま記事として起こした体裁が多く、純粋にクリアー方法やハイスコアを獲得するための攻略法を主体に掲載していた他誌とは一線を画している。また、ゲーム性の欠陥（面白さ、操作性、重大なバグ等）に対して、スポンサー企業であるかどうかにかかわらず、変名やライターの座談など何らかの体裁で批判を載せる硬派な一面もあり、これは後継誌にも踏襲されている。
ゲーム雑誌業界も企業としての日本ソフトバンクもまだ黎明期の頃の雑誌であり、ライター陣の主力は首都圏在住の学生でその中には高校生や中学生も含まれていた。このため、良く言えば若者たちの若さ溢れる誌面と言えるが、ライターの質的には玉石混交の状態であり、誌面制作もライターの個人的な筆力やゲームプレイの技量に頼る面が大きく、全般的な記事構成力や文章力の水準向上は課題として終始付いて回った。同一ライターのペンネームの変更（たけおん→TAKE ON!等）が多かったことも特徴である。当時の競合他誌と同様にこの雑誌のライターとしてゲーム業界に最初の接点を持ち、後に供給側へと進んだ者も多い。一方では、1987年春に前半期の主力ライターの1人で『大戦略』シリーズ・『三國志』シリーズなどのシミュレーションゲーム攻略記事の大半を担当していた地縁土（じえんど）がバイク事故で急死し、その後の誌面作りに少なからぬ痛手となった。

#### 連載について
創刊号からの読者参加型企画であった「MEGA ORBIS」が終了して、1985年8月号から1986年7月号まで、漫画家の御厨さと美と御厨率いるMIC MACプロダクションによる読者投稿企画『ヤタタウォーズ』が連載された。これは御厨が得意とするSF調の世界観をモチーフとした企画で、静岡県・岐阜県・石川県以東の東日本をエンタープライズ、三重県・滋賀県・福井県以西の西日本をソラリスの二大勢力に分割し、その間に位置する愛知県は孤立し両陣営から忌み嫌われる謎の第三勢力アイチ圏として、読者をそれぞれの住む地域の義勇兵と位置づけて、その葉書投稿を元に、プレイ・バイ・メール的な艦隊戦による勢力争いと投稿小ネタ合戦で各勢力が覇権を目指し争うという内容だった。テレビゲームとはほとんど無縁の異色の企画で、インターネットやMMORPGが普及した現代から見れば随分と牧歌的なものながら、これは後に日本での読者参加型ゲームのルーツの1つとされている。読者コーナーの人気は高く、連載終了後も3回ほど読者コーナーだけ掲載されたそうである。なお「ヤタタウォーズ」終了後は堀蔵人の「ムーンダンサー」が始まった。
1985年8月号からBeepの初期からのライターである早川浩の「RPG幻想辞典」の連載が開始された。1986年12月号まで続き、連載をもとにまとめた単行本（『RPG幻想事典』1986年刊）が発売されるなど、人気を博した。
桃園隆夫（ももぞのたかお、1955-）の連載「パイナップル通信」は、海外のパソコン事情、AppleやAmigaなどを紹介しており、後に日本初のAmigaの本格的なガイドブック『Amiga paradise : 楽園パソコン、アミーガ遊覧読本』（日本ソフトバンク、1989年刊）出版のきっかけとなった。
1987年6月号のナムコ特集から、らくしょ・にしじま（西島孝徳）の「新版・明解ナム語辞典」の連載が開始され、1987年12月には『新明解ナム語辞典』（日本ソフトバンク）が出版された。なお連載は1988年4月号まで続いた。
他にもプログラムを扱った「バグ猫たいにゃん」、「ゲームデザイン・アイデアノート」、「新・ここがキライだシリーズ」（松岡正）、「サイファイおじさんのSFのススメ」（遠藤行一）、「BeePress」（阿木二百執筆。1987年3月号より。MacintoshのDTPで版面を作成した）など個性的な連載が多かった。

#### 本誌独自の用語
また、本誌独自の用語・単語が多く用いられた。以下は主なもの。
テレホビー
家庭用ゲーム機のこと。当時はコンシューマなどの言葉がまだ一般化しておらず、単に家庭用と呼ばれていた。対してアーケードゲームのことは「ビデオゲーム」と呼んでいた。
シューティン（ゲーム）
シューティングゲームのこと。ライターのTAKE ON!（たけおん）により提唱。他の単語でも「ロールプレインゲーム」のように、語末の「グ」="g"を発音しない（表記しない）表現が誌面で流行した。
理由として、当時のアメリカ英語では、"〜ing"を"〜イング"と発音するのは女性言葉だから、と説明されていた。当時のアメリカ英語がそのような風潮だったかどうかは不明。
アルティマ
『ウルティマ』のこと。海外発のゲームを担当していたライター桃園隆夫（後に『ウゴウゴルーガ』等のCGを担当する）が提唱した読み方。厳密には本誌独自ではなく、他誌でも「この表記の方が英語の発音には近い」という主張はあった。しかし、作者のリチャード・ギャリオットが「英語読みではなくラテン語読みなので、日本語で書くと『ウルティマ』が正しい」としたため、広まることはなかった。ログイン (雑誌)#ウルティマ・アルティマ論争を参照。
ヴェルドナ
『ウィザードリィ』のワードナのこと。経緯は同上。
アウアーアーアー
セガマークIII版『アフターバーナー』のこと。出来があまり良くなかったが、セガとの取材協定の都合上、直截的な批判表現が使えなかったための苦肉の表現。他の家庭用機に移植された同ゲームとの比較などに使われた。
セガ人（セガ・びと）
セガファンのこと。初出は1986年11月号の巻頭特集「爆発!セガパワー」内で、「セガに生き、セガに身も心も捧げている人」と定義されていた。

#### Beep復刻版
2004年4月にソフトバンクパブリッシングより発行されたムック本。Beep創刊号から最終の第56号までを紹介した本誌をメインに、ソノシート復刻CD2枚と、冊子「Beep Best」1冊の2大付録が付いた。
復刊ドットコムへの復刊要望と、2004年春にドリマガが通巻400号を達成、Beepが誌名変更して15年を記念しての復刊だったようである。

### BEEP!メガドライブ
1989年5月8日、『Beep』は突然、前年10月にセガが発売した新ゲーム機・メガドライブの専門誌『BEEP!メガドライブ』としてリニューアル。当初は季刊で、増刊号を発行する事でほどなく隔月刊ペースとなり、1990年5月号からは月刊化。当時徳間書店が刊行していたメガドライブファン向けゲーム雑誌『メガドライブFAN』と勢力を二分した。
編集長は『Beep』に引き続き川口洋司で、『セガサターンマガジン』の途中まで続くこととなる。
表紙には抽象的なポップテイストのイラストが掲載されていた。創刊号には『ファンタジーゾーン』の「オパオパ」が登場。1989年夏季号～1992年5月号まではピエロ風の黒人キャラ、1992年6月号から、この誌名では最終号となった1995年1月号までは『ソニック・ザ・ヘッジホッグ』が表紙を飾り続けた。
全タイトルを読者に採点させ、平均点を掲載する「BEメガ読者レース」が人気で、『ソード・オブ・ソダン』や『惑星ウッドストック ファンキーホラーバンド』を中心とする熾烈な最下位争いは毎号、読者の注目を集めた。また、その年に発売されたメガドライブ・メガCD・32Xのソフトの中から各部門に分けて賞を決める企画「メガドラアカデミー賞」も毎年開催された。
「バカゲー」という語の発祥となった。

#### BEEP!メガドライブFAN
2019年9月19日、株式会社アンビット発行、徳間書店発売でムック本『BEEP! メガドライブFAN -2誌合体！メガドライブミニ 総力特集号-』が発売された。
背景としては同日にセガゲームスが、メガドライブソフトをハード込みで復刻するテレビゲーム機「メガドライブ ミニ」（以下MDミニと表記）を発売することから、同種の復刻系テレビゲーム機のリリースに合わせて往年のテレビゲーム雑誌がムック形式で復刻された事例と同様、MDミニでも復刻を行ったものである。
なお、この復刻本の題名に「FAN」と付いているのは、かつてのライバル誌でもあった『メガドライブFAN』的な雑誌テイストも盛り込んでいることから。SBクリエイティブは協力という形になっている。
ムック本の内容としてはMDミニに収録された42タイトルの紹介を中心として、プロデューサー・デザイナーインタビュー、「BEメガ読者レース」的なメガドライブソフト（カートリッジメディア版限定）総合順位表の公開、SEGA SATURN MAGAZINE時代にメガドライブと因縁浅からぬ内容だった漫画『セガのゲームは世界いちぃぃぃ!』を連載していたサムシング吉松らによるゲスト作家コミックや、当時両誌に連載されていたコラム・コーナーなどの一部復活掲載といったもの。
また別冊特別付録として「ダライアス」の攻略本、および綴じ込み付録として、両雑誌に当時掲載されたMDミニ収録ゲームの紹介や攻略記事を1000ページ分以上PDF化して収めたデータDVDが添付された。

### SEGA SATURN MAGAZINE
1994年11月21日、セガの新ゲームハードセガサターン発売に合わせて『SEGA SATURN MAGAZINE』をBEEP!メガドライブ増刊号として刊行。その後にBEEP!メガドライブを誌名変更という形でリニューアルし2度目の新創刊を行う。翌年末にはセガサターン版バーチャファイター2がセガ初のミリオンセラーを達成した勢いもあり、1995年11月24日から月2回刊化、1996年からは姉妹誌『ザ・プレイステーション』と共に週刊化を果たす。しかし、1997年後半に入るとセガサターンは急激に失速し、その影響で合併号が多くなる。
読者レースのコーナーや最優秀の賞のコーナーも引き継がれ、セガサターンソフト『デスクリムゾン』のゲームクオリティに絡んだ様々なエピソードが本誌で掲載された。
前述した『セガのゲームは世界いちぃぃぃ!』や、『いろいろ〜』シリーズ（竹本泉）の連載が始まったのもこの時期である。

### Dreamcast Magazine
1998年11月6日、後にセガ最後のオリジナルゲーム機となったドリームキャスト発売に合わせて『Dreamcast Magazine』に誌名変更。週刊と銘打ってはいたものの、引き続き合併号が多い状態は変わらなかった。
創刊時の編集長は近藤裕（こんどう ゆたか）。1999年からは西村亨（にしむら とおる）が編集長に。
2001年2月、セガは家庭用ゲーム機開発からの撤退を発表。セガのゲーム機と共に歩んだ本誌も休刊が噂されたが、後述する経緯で乗り切った。

### ドリマガ
2001年5月11日、正式名称をそれまでの略称の『ドリマガ』に改めた。また、刊行ペースを実勢に合わせて正式に月2回刊と定めた。編集長は引き続き西村亨。同年10月にはドリームキャスト専門誌から総合ゲーム雑誌へ転換した。
2004年春に通巻400号を迎えた。同じく2004年に編集長が梅田浩二に変わった。2004年7月30日より『BEEP!メガドライブ』時代以来の月刊誌に戻った。

### ゲーマガ
2006年5月30日、誌名を『ゲーマガ』に変更。毎月30日頃（2月は28日）発売。
製本が中綴じから平綴じになり、「G×G GRAPHICS」（初期は毎号32ページの付録小冊子、後に本誌に統合）で美少女ゲーム情報も扱うようになった。編集長が『アイドルマスター』好きであることから関連記事は充実しており、また『アイマスレディオ』には『ゲーマガ』が提供していることもありそのコーナーが設けられていた。中川翔子（正確には『ドリマガ』終盤から）や喜屋武ちあき、平野耕太等も連載していた。読者ページのゲーコロはかなりきわどいネタが多かった。
2010年9月、2004年から編集長を務めていた梅田浩二がソフトバンクパブリッシング電子メディアプロデューサー就任のため編集長から外れる（後に退職）。その後は三枝デスクが編集長となった。
2012年、3月30日発売の5月号を以て休刊した。

## ラジオ
ラジオ大阪のラジオ番組『THE IDOLM@STER RADIO』に2007年10月（第80回）から、コスパと入れ替わりにスポンサーとして参入。後番組の『THE IDOLM@STER STATION!!!』でも引き続きスポンサーとなっている。数分のコラボレーションコーナー（内容・タイトルは何度か改変あり。通称「ゲーマガコーナー」）を持ち、毎週ではないが梅田浩二元編集長が出演していた。